# Taubenheim/Spree
Taubenheim/Spree (hornolužickosrbsky Hołbin) je vesnice, místní část obce Sohland an der Spree v německé spolkové zemi Sasko. Nachází se v zemském okrese Budyšín a má přibližně 1 500 obyvatel.

## Historie
Taubenheim byl založen ve středověku jako lesní lánová ves. První písemná zmínka pochází z roku 1345, kdy je zmíněn jistý Jutta de Tubinheym. V této době se již ve vsi nacházelo panské sídlo. Roku 1994 se původně samostatná obec připojila spolu s Wehrsdorfem k Sohlandu.

## Geografie
Taubenheim leží na jihu zemského okresu Budyšín asi 15 kilometrů jižně od okresního města Budyšín. Na jihu a východě sousedí Taubenheim s Českou republikou (město Šluknov s místními částmi Rožany, Královka a Fukov). Z východu směrem na západ protéká vesnicí Spréva, do které ústí zleva Weißbach. Nejvyšším bodem je Taubenberg (458 m) se skalním útvarem Teufelskanzel. Taubenheimem prochází železniční trať Oberoderwitz–Wilthen se zastávkou Taubenheim. Mezi lety 1892 a 1945 vedla z Taubenheimu úzkorozchodná železnice do Dürrhennesdorfu.

## Pamětihodnosti
- zámek Obertaubenheim
- zámek Niedertaubenheim
- vesnický kostel